# Maryam Radjavi
Maryam Radjavi, Maryam Ghajar Azdanlou née le 4 décembre 1953 à Téhéran (Iran), est une femme politique iranienne. Épouse de Massoud Radjavi, dirigeant de l'Organisation des moudjahiddines du peuple iranien, elle est la présidente élue du Conseil national de la résistance iranienne depuis 1993. Le plan en dix points de Maryam Rajavi pour la période qui suivra le renversement de la République islamique est conçu comme la plateforme du Conseil national de la résistance iranienne,,.

## Biographie
Née dans une famille de la classe moyenne, elle a suivi des études d'ingénieur en métallurgie à l'université de technologie de Sharif à Téhéran et parle français et anglais. Elle a été élue en 1993 présidente du Conseil national de la résistance pour la période de transition par le Conseil national de la résistance iranienne, coalition démocratique qui compte en son sein l'Organisation des moudjahiddines du peuple iranien (OMPI).
Maryam Radjavi est connue pour son opposition au régime de la République islamique d'Iran et pour ses prises de position résolues dans la presse contre l'intégrisme en faveur de la démocratie, de la séparation de la religion et de l’État et de l’égalité des femmes et des hommes. Elle a présenté à cet effet un plan en 10 points pour l’Iran de demain. Elle a dirigé de vastes campagnes juridiques, qu’elle a remportées, pour retirer la résistance iranienne de toutes les listes noires du terrorisme. Elle a également mené une campagne pour la protection des membres de la résistance iranienne, réfugiés dans les camps d’Achraf et de Liberty en Irak. Elle donne à cet effet de multiples conférences, suivies par un public nombreux à travers l’Europe et dans lesquelles parlent diverses voix du monde politique, juridique et intellectuel.
Elle est souvent invitée dans des Parlements de pays européens et plusieurs personnalités aux États-Unis et en Europe comme Rudy Giuliani, Patrick Kennedy, Íngrid Betancourt, Ed Rendell, Newt Gingrich, Alejo Vidal-Quadras, vice-président de Parlement européen, Howard Dean, Tom Ridge, Michael Mukasey ou encore Dominique Lefebvre, lui ont apporté leur soutien à sa lutte pour un changement de régime en Iran. Elle rassemble annuellement plusieurs dizaines de milliers d’Iraniens de la diaspora près de Paris, dans sa campagne pour un changement démocratique en Iran.  
Maryam Radjavi a publié un livre sur la situation des femmes en Iran et leur lutte contre l'intégrisme. À ses yeux, les femmes forment l’avant-garde et le moteur de la lutte contre l’intégrisme. Ce livre publié en mars 2013 aux éditions Jean-Claude Gawsewitch, Les femmes contre l'intégrisme, est préfacé par l’anthropologue Françoise Héritier, professeur honoraire au Collège de France, qui écrit : « Femme politique, Maryam Radjavi pense également cette lourde histoire contemporaine en termes anthropologiques en posant la question des bases idéelles du pouvoir islamique intégriste et en donnant d’entrée de jeu la réponse qui convient : « La misogynie et le rejet de l’égalité des sexes au nom de l’islam constituent (...) la force motrice de l’intégrisme ».

## Chronologie
- 1970, Maryam commence sa lutte contre le chah.
- 1981, elle participe à l'organisation de deux manifestations pacifistes contre la dictature.
- 1982, Massoumeh, une de ses sœurs enceinte de huit mois meurt sous la torture. Auparavant, sa sœur Narguesse fut exécutée. Plus tard, son mari Mahmoud Izadkhah est également exécuté. La même année, Maryam part à Paris.
- 1985, Maryam Radjavi est nommée par Massoud Radjavi codirigeante de l'Organisation des moudjahiddines du peuple iranien.
- 1989, elle est élue secrétaire générale du mouvement.
- 1993, sur la proposition de Massoud Radjavi, Maryam est nommée future présidente de la République par le Conseil national de la résistance iranienne (CNRI).
- Le 17 juin 2003, Maryam Radjavi, ainsi que 164 autres opposants au régime iranien, sont arrêtés à Auvers-sur-Oise, en France, où le CNRI est basé. Après avoir été mise en examen, elle est remise en liberté le 2 juillet suivant par décision de la Cour d'appel de Paris[5],[6].